# Estación Oblatos
Oblatos es la sexta estación de la Línea 2 del Tren Ligero de Guadalajara en sentido oriente a poniente, y quinta en sentido opuesto.
Está situada en la avenida Francisco Javier Mina - bajo la cual corre dicha línea 2. Conecta con el par vial Porfirio Díaz - Esteban Loera, el que une la zona industrial Canadá con el barrio de Oblatos.
Debe su nombre a la colonia homónima en la que se encuentra y a la que brinda servicio principalmente. Su logotipo representa la puerta de una hacienda, parecida a la que tenía la Congregación de Oblatos que tenía como linderos La Barranca de Oblatos al norte, la Avenida Belisario Domínguez al poniente, el Eje Gigantes al sur, y la calle San Andrés al oriente.

## Puntos de interés
- Templo de la Divina providencia (El Huevo), (entre las calles Corregidora y Gómez Farías)
- Templo San Felipe de Jesús
- Mercado del Mar (Esteban Loera Calle 34)
- Tianguis del Baratillo (solo domingos) (Juan R. Zavala Calle 38 desde Eje Gigantes hasta Puerto Melaque y calles aledañas)